# Phelsuma astriata
Phelsuma astriata este o specie de șopârle din genul Phelsuma, familia Gekkonidae, descrisă de Tornier 1901. A fost clasificată de IUCN ca specie cu risc scăzut.

## Subspecii
Această specie cuprinde următoarele subspecii:
- P. a. astriata
- P. a. semicarinata
- P. a. astovei

## Galerie

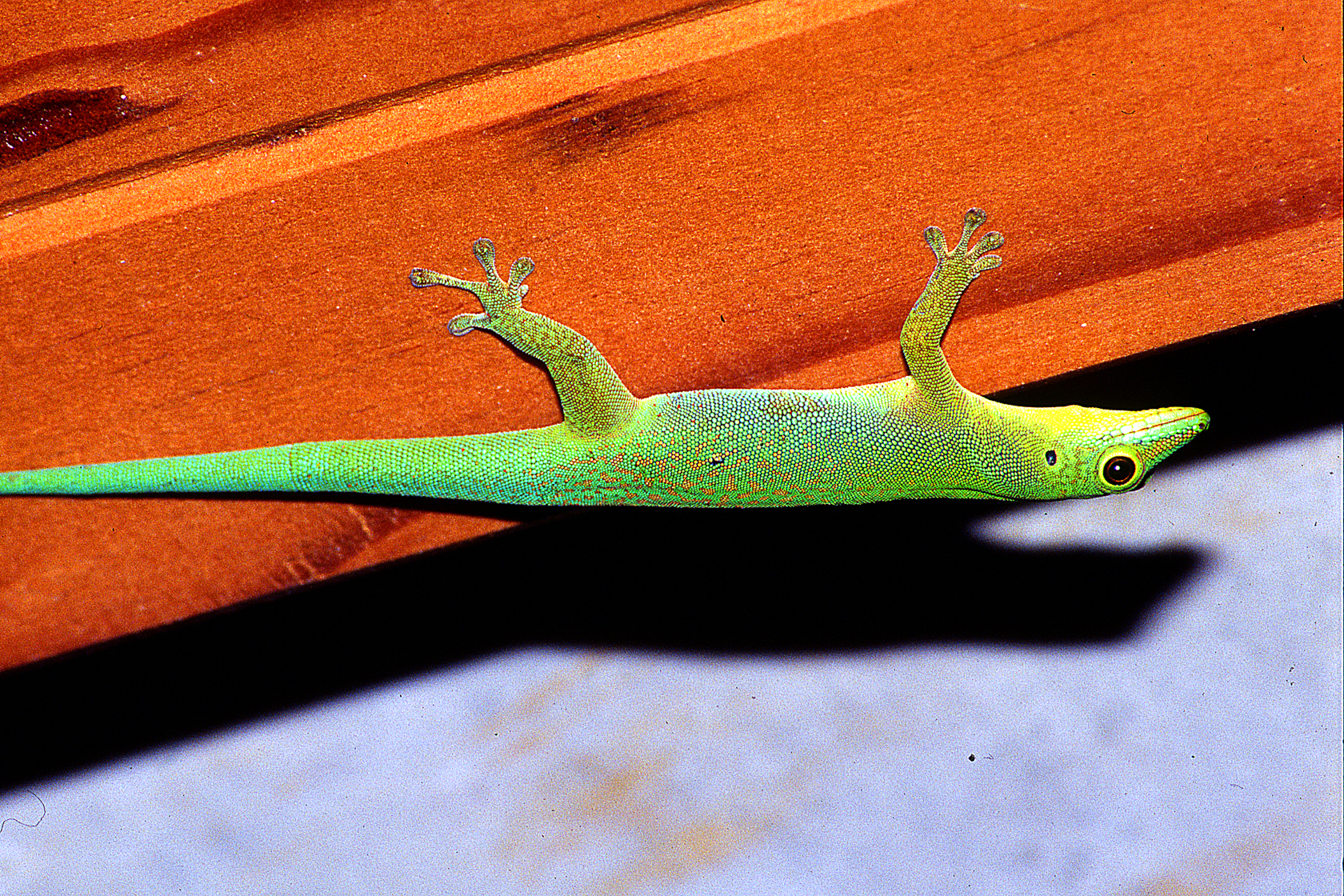